# Pinhal (Rio Grande do Sul)
Pinhal é um município brasileiro do estado do Rio Grande do Sul.

## Política
Esta é uma lista de prefeitos de Pinhal.
| Nº | Nome                      | Partido | Início do mandato    | Fim do mandato         | Observações          |
| —  | Luiz Gustavo de Souza     | PMDB    | 1 de janeiro de 2001 | 31 de dezembro de 2004 | Prefeito eleito      |
|    | Paulo Barcarolo           | PDT     | 1 de janeiro de 2001 | 31 de dezembro de 2004 | Vice-prefeito eleito |
| —  | Sérgio Valentim Tres      | PDT     | 1 de janeiro de 2005 | 31 de dezembro de 2008 | Prefeito eleito      |
| —  | Edmilson Pedro Pelizari   | PP      | 1 de janeiro de 2005 | 31 de dezembro de 2008 | Vice-prefeito eleito |
| —  | Sérgio Valentim Tres      | PDT     | 1 de janeiro de 2009 | 31 de dezembro de 2012 | Prefeito reeleito    |
| —  | Cleomar Antônio de Bona   | PP      | 1 de janeiro de 2009 | 31 de dezembro de 2012 | Vice-prefeito eleito |
| —  | Edmilson Pedro Pelizari   | PP      | 1 de janeiro de 2013 | Atual                  | Prefeito eleito      |
| —  | Luiz Carlos Pinto Ribeiro | PMDB    | 1 de janeiro de 2013 | Atual                  | Vice-prefeito eleito |